# Tadeusz Kwaśniak
Tadeusz Kwaśniak (ur. 24 stycznia 1951 w Lądku-Zdroju, zm. 24 lipca 1991 w Poznaniu) – polski seryjny morderca, pedofil, znany jako Ręcznikowy dusiciel. Od kwietnia 1990 roku do kwietnia 1991 roku zgwałcił i zamordował 5 chłopców na terenie całej Polski.

## Przestępstwa
Wielokrotnie karany za czyny lubieżne z dziewczynkami. Łącznie spędził w więzieniach 12 lat. Po wyjściu z Zakładu Karnego we Wronkach rozpoczął serię kradzieży, gwałtów i morderstw chłopców.
Pierwszego usiłowania morderstwa na 10-letnim chłopcu oraz kradzieży dokonał 20 kwietnia 1990 w Bytomiu przy ul. Budryka. Pod pozorem odbioru koperty zostawionej dla niego przez ojca chłopca udało mu się wejść do mieszkania. Tam zaczął dusić ręcznikiem ofiarę. Chłopiec udawał, że nie żyje. Po wyjściu sprawcy z mieszkania, chłopiec zawiadomił rodziców o napadzie.
7 maja 1990 w Radomiu dokonał morderstwa 10-letniego chłopca oraz kradzieży. Tak samo jak poprzednio używał ręcznika do uduszenia ofiary.
24 maja 1990 we Wrocławiu dopuścił się próby morderstwa i gwałtu na 11-letnim chłopcu oraz kradzieży. Zaczepił go na ulicy i pod pozorem odebrania koperty z mieszkania chłopca udało mu się wejść do mieszkania. Tam wyjaśnił, że zamierza się zemścić na jego ojcu. Powodem miała być utrata pracy z powodu ojca chłopca. Zgwałcił chłopca, później zaczął go dusić ręcznikiem. Chłopiec zemdlał i przeżył. Do mieszkania sprawca wysłał list: „Zemsta!!! Czekałem 14 lat”.
31 maja 1990 w Szczecinie dokonał kolejnego morderstwa. Chłopiec w wieku 9 lat został uduszony ręcznikiem. Obok zwłok leżała kartka na której sprawca napisał: „Zemsta wreszcie Z”.
6 czerwca 1990 roku w Kutnie został zamordowany kolejny chłopiec. Został uduszony ręcznikiem, po czym sprawca okradł mieszkanie. Po mordercy został napis „Zemsta” szminką na lustrze w łazience.
18 czerwca 1990 w Oławie przy ul. Szymanowskiego zamordował 9-letniego chłopca oraz dokonał kradzieży. Chłopiec został uduszony ręcznikiem, a obok niego leżała kartka z napisem „Nareszcie dokonałem oczekiwanej zemsty B”.
3 stycznia 1991 w Zbąszyniu przy ul. Topolowej dokonał kradzieży. Podstępem wszedł do mieszkania, w którym znajdował się chłopiec. Ukradł pieniądze, bon rewaloryzacyjny i legitymację ubezpieczeniową. Dzięki chłopcu ustalono rysopis sprawcy, który zgadzał się z rysopisami wykonanymi na podstawie zeznań świadków poprzednich czynów: mężczyzna w wieku 30–35 lat, dobrze zbudowany, wzrost ok. 175 cm, włosy ciemne, noszącego ze sobą dyplomatkę.
26 lutego 1991 na poznańskim Osiedlu Piastowskim 108 dokonał morderstwa na 12-letnim chłopcu oraz kradzieży. Chłopiec został uduszony ręcznikiem. Szybko ustalono świadków, którzy widzieli mężczyznę rozmawiającego z chłopcem. Udało się ustalić, jak był ubrany sprawca. Policyjna akcja mająca na celu złapanie mordercy miała kryptonim Zemsta. Na podstawie wszystkich danych, w lutym 1991 udało się połączyć wszystkie morderstwa w jedną całość. Policja w Poznaniu zebrała szczegóły dotyczące poprzednich morderstw, a także zleciła seksuologowi Lechosławowi Gapikowi opracowanie portretu psychologicznego sprawcy. Sprawę nagłośniła telewizja w programie „997”, rekonstruując morderstwa, podając schemat działań sprawcy i jego portret pamięciowy. Dzięki tym działaniom ustalono, że sprawca zaczepiał chłopców na Ratajach przez kilka dni, udało się uszczegółowić jego portret pamięciowy, opublikowany w mediach, a także na przystankach i w taksówkach. Za pomoc w ujęciu sprawcy komendant wojewódzki policji w Poznaniu ustalił nagrodę 5 000 000 zł.
Mimo tego, 7 marca 1991 we Wrocławiu, zgwałcił kolejnego chłopca. Pod pozorem posiadania listu do rodziców chłopca od cioci mieszkającej za granicą udało mu się wejść do mieszkania.
18 kwietnia 1991 w Sosnowcu zaatakował po raz kolejny. Zaatakowany chłopiec przeżył.

## Zatrzymanie
22 kwietnia 1991 policja w Poznaniu dostała sygnał od dyrektor Szkoły Podstawowej nr 6 na osiedlu Rusa o tym, że uczniowie idący do szkoły byli zaczepiani przez mężczyznę. Później takie samo zgłoszenie złożyła kobieta, która podczas spaceru po osiedlu widziała poszukiwanego mężczyznę. W wyniku akcji policji mężczyzna został zatrzymany na jednej z uliczek osiedlowych.
Podczas przesłuchań przyznał się do zabójstw w Oławie, Kutnie, Szczecinie, Radomiu i Poznaniu, do usiłowań zabójstw w Bytomiu i we Wrocławiu oraz do zgwałcenia w Sosnowcu. Przyznał się także do kilkudziesięciu kradzieży mieszkaniowych, m.in. w Słupsku, Białymstoku, Lublinie, Krakowie, Częstochowie, Bydgoszczy, Szczecinie i Wejherowie.

## Śmierć
24 lipca 1991 Kwaśniak popełnił samobójstwo w celi więziennej – powiesił się na bandażu. W związku z jego śmiercią śledztwo umorzono. Pochowano go na cmentarzu Miłostowo 1 sierpnia 1991.

## Publikacje o sprawcy
W 2023 nakładem Wydawnictwa Kryminalistycznego ukazała się książka Dusiciel. Tadeusz Kwaśniak – morderca gwałciciel będąca kryminalistyczną rekonstrukcją zbrodni dokonanych przez Tadeusza Kwaśniaka.
Popełnione przestępstwa zostały przedstawione w programie Magazyn Kryminalny 997 w lipcu 1990.